# Ubisoft
Ubisoft Entertainment SA ist ein französisches börsennotiertes Videospielunternehmen mit Hauptsitz in Saint-Mandé bei Paris. Ubisoft ist als Entwickler und Publisher tätig und besitzt Spielemarken wie Assassin’s Creed, Far Cry, Just Dance, Rayman, Tom Clancy’s Ghost Recon, Tom Clancy’s Rainbow Six und Watch Dogs. Das Unternehmen beschäftigt ca. 21 000 Mitarbeiter und erwirtschaftete im Geschäftsjahr 2021/22 einen Umsatz von 2,1 Milliarden Euro. Damit ist Ubisoft der größte Videospielkonzern Europas und auch weltweit ein bedeutender Marktteilnehmer. Der Chairman und CEO ist Yves Guillemot.

## Geschichte

### 1986 bis 2000

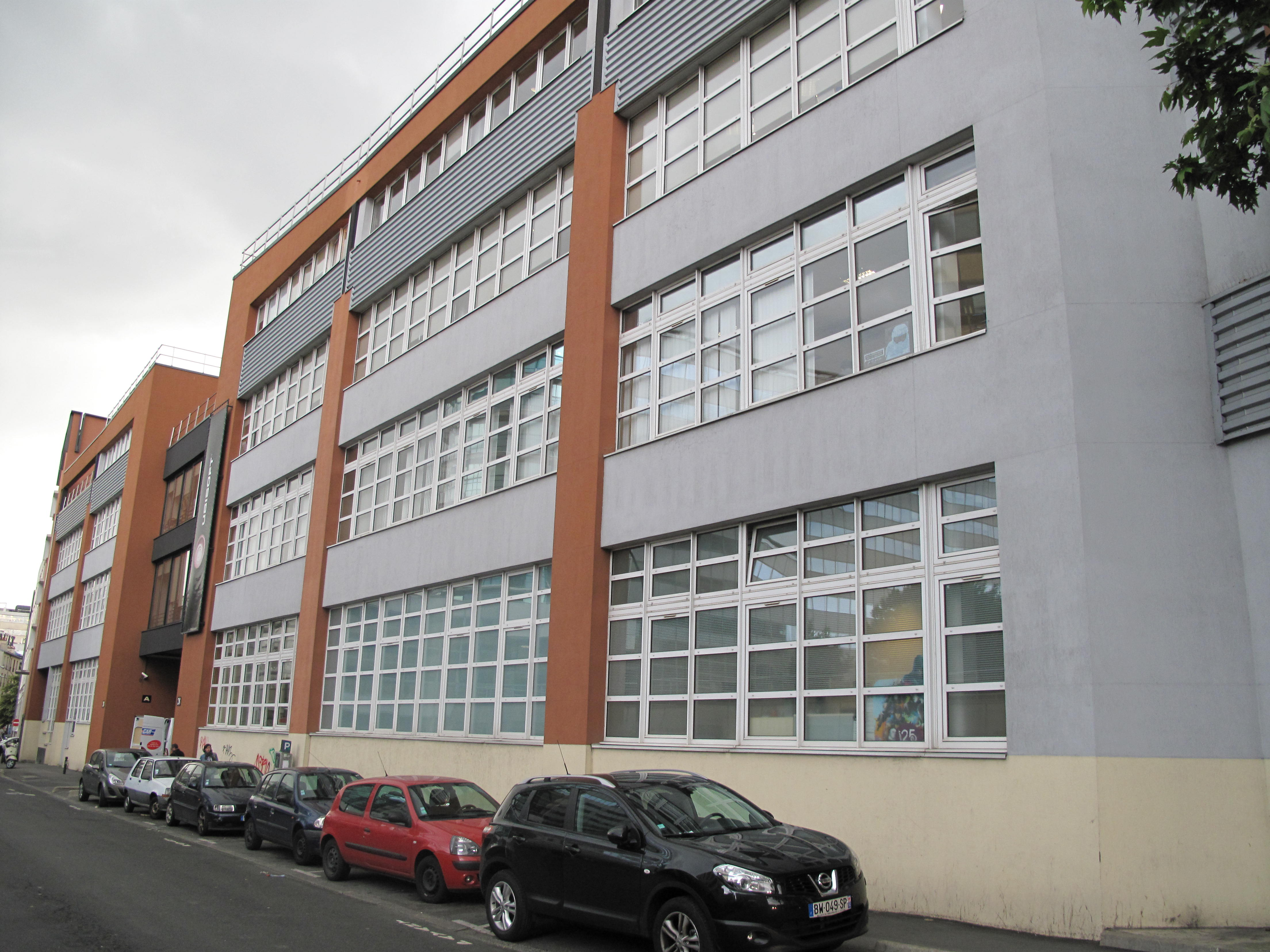
Entwicklerstudio Ubisoft Paris in Montreuil bei Paris

1984 erweiterten die Brüder Guillemot (Claude, Michel, Yves, Gérard und Christian) ihren Familienbetrieb für den landwirtschaftlichen Bedarf in der Bretagne um den Verkauf von Computerhard- und -software, wozu auch Videospiele zählten. Daraus wurde ein schnell wachsender Importeur und Versandhandel für Videospiele. Die Guillemots beschlossen, auch auf der Entwicklerseite in das Geschäft einzusteigen, und gründeten am 28. März 1986 das Unternehmen Ubi Soft SA. Die Silbe „Ubi“ leitet sich von ubiquité (franz. „Allgegenwart“) ab. „Ubisoft“ soll demnach für weltweit verbreitete („allgegenwärtige“) Software stehen.
Es wurden sehr junge Programmierer und Entwickler eingestellt, als Unterkunft diente ein gemietetes Schloss in der Bretagne. 1986 erschien mit Zombi das erste eigene entwickelte Spiel (für Amstrad CPC). 1988 wurde Yves Guillemot zum Chief Executive Officer von Ubisoft ernannt. 1989 kam Michel Ancel, später einer der wichtigsten Game Designer bei Ubisoft, im Alter von 17 Jahren zum Unternehmen. 1992 wurde das erste interne Entwicklerstudio Ubisoft Paris eröffnet, danach folgten Ubisoft Bukarest (1992) und Ubisoft Montpellier (1994). Ancel schuf die Idee zum Jump-’n’-Run-Spiel Rayman, dessen Entwicklung zu Ubisofts erstem Großprojekt wurde. Rayman wurde 1995 veröffentlicht und verhalf dem Unternehmen zum Durchbruch in der Branche.
1996 wurde das Unternehmen in Ubi Soft Entertainment SA umbenannt. Im Juli 1996 folgte der Börsengang, bei dem sich das Unternehmen umgerechnet über 80 Millionen US-Dollar Kapital beschaffte. Weitere Studios wurden in Annecy (1996), Shanghai (1996), Montreal (1997), Mailand (1998), Casablanca (1998) und Barcelona (1998) eröffnet. 1998 beschäftigte Ubisoft ca. 930 Mitarbeiter, 2000 waren es ca. 1650 Mitarbeiter.

### 2000er Jahre

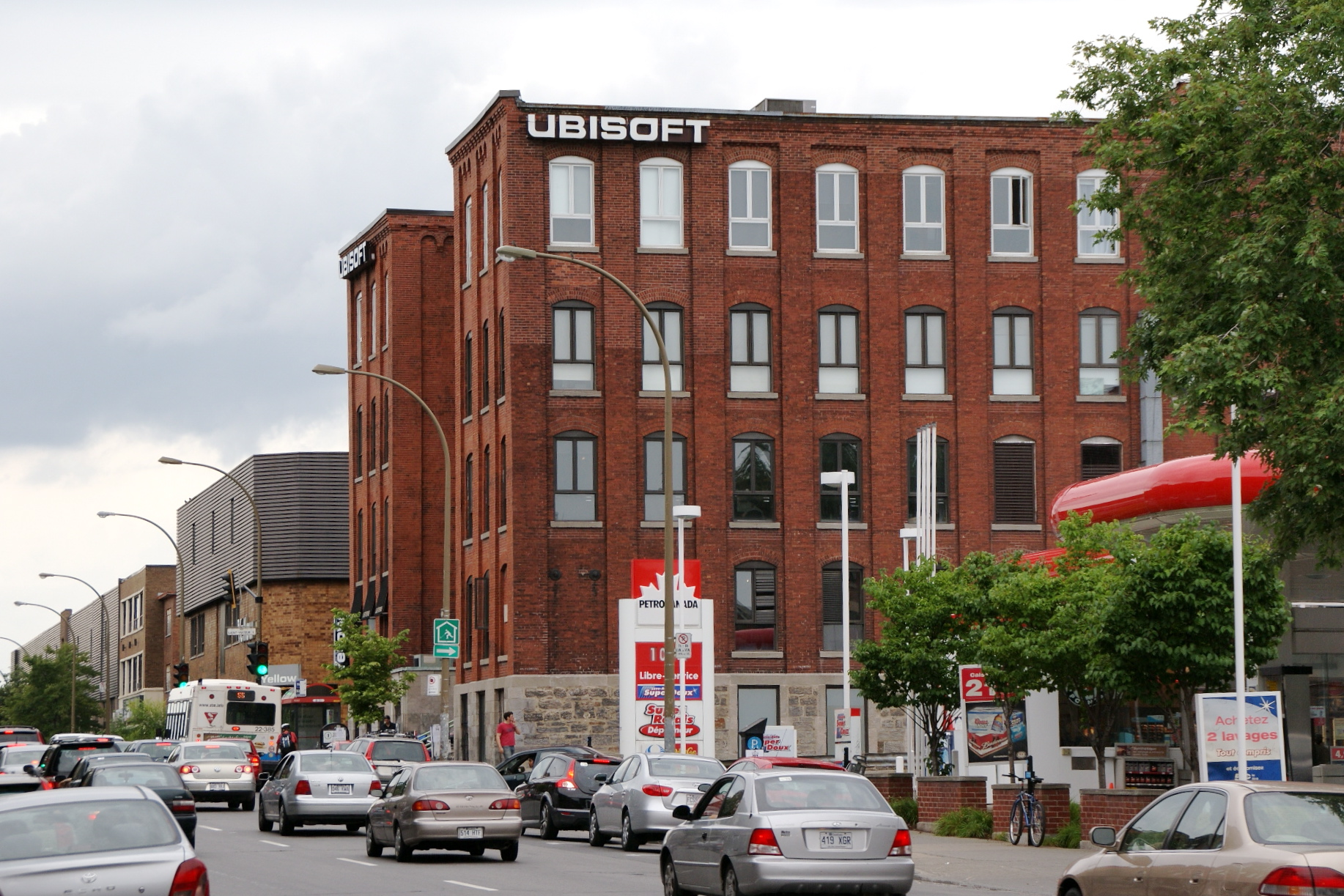
Entwicklerstudio Ubisoft Montreal

Um auf dem nordamerikanischen Markt Fuß zu fassen, kaufte Ubisoft im Jahr 2000 Red Storm Entertainment, den Entwickler und Inhaber der in den Vereinigten Staaten beliebten Shooter-Reihen Tom Clancy’s Ghost Recon und Tom Clancy’s Rainbow Six. 2001 erwarb das Unternehmen das deutsche Entwicklerstudio Blue Byte, das für die Siedler-Reihe bekannt ist. Im selben Jahr flossen mit dem Kauf der Unterhaltungssparte der The Learning Company Spielemarken wie Myst und Prince of Persia in das geistige Eigentum von Ubisoft. Ubisoft Montreal entwickelte darauf die Fortsetzung Prince of Persia: The Sands of Time, die 2003 mit großem Erfolg veröffentlicht wurde.
2003 wurde der Firmenname in Ubisoft Entertainment SA geändert und das heute bekannte „Strudel“-Firmenlogo eingeführt. 2004 kaufte Electronic Arts (EA) überraschend 20 % der Ubisoft-Aktien, was Yves Guillemot eine feindliche Übernahme befürchten ließ. Die Zeit mit EA als Aktionär sollte aber ohne nennenswerte Ergebnisse oder Einmischungen verlaufen. 2010 verkaufte EA sämtliche Ubisoft-Aktien.
2006 kaufte Ubisoft Atari den größten Teil des Vermögens am Studio Reflections Interactive, insbesondere die Rechte an der Rennspielreihe Driver, ab. Von Crytek wurden 2006 alle Rechte an der Ego-Shooter-Reihe Far Cry und die Lizenz für die dazugehörige Game Engine CryEngine erworben. Weitere Akquisitionen folgten 2007 mit dem Kauf des deutschen Publishers Sunflowers und damit der Rechte an der Spieleserie Anno, 2008 mit dem Kauf des Entwicklerstudios Massive Entertainment von Activision Blizzard und 2009 mit dem Kauf des französischen Entwicklers Nadeo, der vor allem durch die Rennspielreihe Trackmania bekannt ist.
Mit der Veröffentlichung von Assassin’s Creed im Jahr 2007 (PlayStation 3, Xbox 360, PC) und Just Dance im Jahr 2009 (Wii) legte Ubisoft den Grundstein für zwei seiner erfolgreichsten Franchises. Assassin’s Creed wurde von Patrice Désilets u. a. (Ubisoft Montreal) auf Basis der Prince-of-Persia-Spiele entwickelt. Bis 2013 wurden 57 Millionen Kopien aus der Reihe Assassin’s Creed und 41 Millionen Kopien aus der Reihe Just Dance verkauft.

### 2010er Jahre
2009 startete Ubisoft seinen Onlinedienst Uplay. Damit einher gingen ab März 2010 neue DRM-Maßnahmen für PC-Spiele. Zu den ersten Spielen mit dem neuen Kopierschutz zählten Assassin’s Creed 2, Die Siedler 7 und Silent Hunter 5. PC-Spiele verlangten nun eine permanente Internetverbindung, ein Spielen ohne Verbindung war somit gänzlich unmöglich. Diese für übertrieben und wenig kundenfreundlich gehaltene Maßnahme sowie Spieleausfälle nach DoS-Attacken führten zu einem Aufschrei von Spielern und Fachpresse. Später wurde dieses Vorgehen wieder verworfen.
2014 wurde der neue AAA-Titel Watch Dogs veröffentlicht, der sich sehr erfolgreich verkaufte und ein neues Franchise etablierte.
2015 begann der französische Medienkonzern Vivendi, in großem Umfang Ubisoft-Aktien zu kaufen, um die Übernahme des Unternehmens vorzubereiten. Anfang Juni 2016 hielt Vivendi 17,2 % der Ubisoft-Aktien, im März 2018 waren es 27,3 %. Vivendi rückte damit nahe an die 30-Prozent-Marke, ab der Ubisoft nach französischem Aktienrecht verpflichtet gewesen wäre, Vivendi ein öffentliches Übernahmeangebot zu unterbreiten. Der feindliche Übernahmeversuch wurde von der Guillemot-Familie aggressiv bekämpft, zumal der größte Aktionär von Vivendi, Vincent Bolloré, als bekannter Corporate Raider galt. Sie erhöhte ihre eigenen Aktienanteile, um ihre Stimmrechte zu stärken, und Mitarbeiter sowie Management warben öffentlich für die Unabhängigkeit des Unternehmens. Zudem konnten sich die Guillemot-Brüder die Unterstützung der Investmentbank Lazard zusichern. Yves Guillemot fürchtete um Ubisofts kreative Freiheit, warf Vivendi wenig Verständnis des Videospielgeschäfts vor und rechnete für den Fall der Übernahme mit seinem Rücktritt. Am Ende gab Vivendi den Übernahmeversuch auf und verkaufte im März 2018 den Großteil der Aktien mit beträchtlichem Kursgewinn für ca. 2 Milliarden Euro. Die übrigen Anteile wurden bis März 2019 verkauft. Als neue Großaktionäre stiegen der chinesische Internetkonzern Tencent mit 5 % und der Pensionsfonds Ontario Teachers’ Pension Plan mit 3,4 % der Anteile bei Ubisoft ein. Tencent und Ubisoft sind außerdem eine Partnerschaft eingegangen, um Ubisofts Reichweite auf dem chinesischen Markt zu steigern. Bei Ubisofts kleinerem Schwesterunternehmen Gameloft gelang Vivendi die Übernahme.
In jüngerer Zeit kaufte Ubisoft mehrere auf Free-to-play- und Mobile Games spezialisierte Unternehmen: Ketchapp im Jahr 2016, 1492 Studio und Blue Mammoth Games im Jahr 2018, Green Panda Games (zu 70 %) im Jahr 2019 und Kolibri Games (zu 75 %) im Jahr 2020. Im Oktober 2021 beteiligte sich Ubisoft an einer Finanzierungsrunde in Animoca Brands.
Seit den späteren 2010er Jahren ist Ubisoft vermehrt im Bereich blockchainbasierter Videospiele involviert. Das Unternehmen ist Mitbegründer der im September 2018 gegründeten Blockchain Game Alliance. Dabei handelt es sich um einen Zusammenschluss mehrerer im Blockchainbereich aktiver Unternehmen, die die Anwendungsmöglichkeiten dieser Technologie in der Videospielbranche zu erforschen versucht und öffentlich für den Einsatz blockchainbasierter Inhalte in Videospielen wirbt. Laut Yves Guillemot, einem der Mitbegründer Ubisofts, werde man durch kryptobasierte Inhalte in Videospielen Spielern ermöglichen, darin befindliche digitale Inhalte tatsächlich zu besitzen, und zugleich die Videospielindustrie auf diese Weise vergrößern. Ende 2021 kündigte Ubisoft ferner Ubisoft Quartz als eine „NFT Initiative, die es Menschen ermöglicht, künstlich verknappte digitale Gegenstände mit Kryptowährungen zu kaufen“ an. Die Ankündigung stieß auf erhebliche Kritik bei den Zuschauern, wobei das dazugehörige Video auf Youtube einen Anteil an Dislikes in Höhe von 96 % aufwieß. Ubisoft hat das Video später entfernt. Die Ankündigung stieß auch intern bei den Entwicklern Ubisofts auf Kritik.

### 2020er Jahre
Im Zuge der MeToo-Bewegung kamen ab Sommer 2020 Vorwürfe über eine toxische Unternehmenskultur bei Ubisoft auf. Mehrere hochrangige Mitarbeiter wurden der sexuellen Belästigung am Arbeitsplatz beschuldigt, darunter der langjährige Chief Creative Officer und persönliche Freund der Guillemot-Familie, Serge Hascoët, der Vice President of Editorial, Maxime Béland, und der Vice President of Editorial and Creative Services, Tommy François. Infolge der Vorwürfe kam es zu mehreren Rücktritten, Beurlaubungen und Kündigungen in den Führungsreihen. Yves Guillemot gab Reformen zur Verbesserung der Arbeitsplatzkultur und die Änderung von Abläufen in den Personalabteilungen bekannt. Im September 2020 wurde bekannt, dass Michel Ancel aus dem Unternehmen ausgeschieden ist. Begründet wurde dies mit seinem angeblich missbräuchlichen und willkürlichen Führungsstil bei der Produktion von Beyond Good and Evil 2.
2021 bezog das Unternehmen die neue Konzernzentrale im Pariser Vorort Saint-Mandé.
Im März 2025 wurde bekannt gegeben, dass eine Tochterfirma gegründet wird, die die Rechte für die 3 größten Videospielreihen Assassin’s Creed, Far Cry und Rainbow Six übernimmt. Tencent hat sich dabei 25 % dieser Firma gesichert.

## Unternehmensdaten

### Entwicklerstudios
Zu Ubisoft gehören folgende Entwicklerstudios (in Klammer Jahr der Gründung oder Akquisition):
- eigene Studiogründungen: Ubisoft Paris (1992), Ubisoft Bukarest (1992), Ubisoft Montpellier (1994), Ubisoft Annecy (1996), Ubisoft Shanghai (1996), Ubisoft Montreal (1997), Ubisoft Barcelona (1998), Ubisoft Milan (1998), Ubisoft Quebec (2005), Ubisoft Sofia (2006), Ubisoft Chengdu (2008), Ubisoft Kiew (2008), Ubisoft Singapur (2008), Ubisoft San Francisco (2009), Ubisoft Toronto (2010), Ubisoft Abu Dhabi (2011), Ubisoft Paris Mobile (2013), Ubisoft Belgrad (2016), Ubisoft Philippines (2016), Ubisoft Bordeaux (2017), Ubisoft Saguenay (2017), Ubisoft Stockholm (2017), Ubisoft Berlin (2018), Ubisoft Mumbai (2018), Ubisoft Odessa (2018), Ubisoft Winnipeg (2018), Ubisoft Da Nang (2019);
- Akquisitionen: Red Storm Entertainment (2000), Blue Byte (2001), Reflections Interactive (2006), Digital Kids (= Ubisoft Osaka) (2008), Massive Entertainment (2008), Pune (2008), Nadeo (2009), Owlient (2011), RedLynx (2011), Future Games of London (2013), Digital Chocolate Microjocs Studio (= Ubisoft Barcelona Mobile) (2013), Ivory Tower (2015), Longtail Studios Halifax (= Ubisoft Halifax) (2015), Ketchapp (2016), FreeStyleGames (= Ubisoft Leamington) (2017), Blue Mammoth Games (2018), 1492 Studio (2018), Green Panda Games (2019), Kolibri Games (2020).

Das Flagship-Studio bildet Ubisoft Montreal. Es ist mit über 4000 Mitarbeitern (2021) das größte Studio des Unternehmens und der Entwickler der wichtigsten Franchises (Assassin’s Creed, Tom Clancy’s Rainbow Six Siege, Far Cry, Watch Dogs, For Honor).

### Geschäftsmodell
Das Kerngeschäft ist die Produktion, die Veröffentlichung, der Vertrieb und der „Betrieb“ von Videospielen. Der Schwerpunkt liegt auf Franchises, die auf langfristige Spielerbindung ausgelegt sind. Ubisoft nennt hier unter anderem Assassin’s Creed, The Crew, Far Cry, For Honor, Just Dance, die Tom-Clancy’s-Reihen (Rainbow Six, Ghost Recon, The Division) und Watch Dogs. In den letzten Jahren wurde das Unternehmen stark auf digitale Distribution und Games as a Service ausgerichtet. 2020 wurden 79 % des Umsatzes durch den digitalen Vertrieb eingenommen, 2013 waren es noch 11,7 %. Wiederkehrende Zahlungen der Spieler (Ingame-Items, DLC/Season Pass, Abonnements usw.) machten im Geschäftsjahr 2018/19 rund ein Drittel des Umsatzes aus. Außerdem versucht das Unternehmen, den Umsatzanteil aus Verkäufen aus dem „Backkatalog“ (d. h. dem bestehenden Spielekatalog ohne Neuerscheinungen) zu erhöhen, um die Einnahmen regelmäßiger und weniger hitabhängig zu machen.
Aufgrund des wachsenden Mobile-Game-Segments nahm Ubisoft eine Reihe entsprechender Akquisitionen vor (2016 bis 2020: Ketchapp, 1492 Studio, Blue Mammoth Games, Green Panda Games, Kolibri Games). Durch die Partnerschaft mit Tencent erhofft sich Ubisoft mehr Reichweite auf dem chinesischen PC- und Mobile-Game-Markt. 2021 gab das Unternehmen bekannt, das Free-to-play-Modell auszubauen und auf die großen Marken anzuwenden.

### Kennzahlen
Das Geschäftsjahr endet bei Ubisoft am 31. März (z. B. GJ 2021/22: 1. April 2021 bis 31. März 2022).
| GJ      | Umsatz in Mio. EUR | operatives Ergebnis in Mio. EUR | Jahres- überschuss in Mio. EUR | Preis je Aktie am 31. März in EUR | Mitarbeiter- zahl |
| ------- | ------------------ | ------------------------------- | ------------------------------ | --------------------------------- | ----------------- |
| 2006/07 | 680                | 35                              | 41                             | 18,28                             | 3 900             |
| 2007/08 | 928                | 132                             | 110                            | 27,29                             | 4 300             |
| 2008/09 | 1 058              | 114                             | 69                             | 13,76                             | 5 700             |
| 2009/10 | 871                | −72                             | −44                            | 10,18                             | 6 400             |
| 2010/11 | 1 039              | −81                             | −52                            | 7,21                              | 6 350             |
| 2011/12 | 1 061              | 46                              | 37                             | 5,53                              | 6 930             |
| 2012/13 | 1 256              | 88                              | 65                             | 8,43                              | 8 350             |
| 2013/14 | 1 007              | −98                             | −66                            | 13,00                             | 9 400             |
| 2014/15 | 1 464              | 139                             | 87                             | 17,21                             | 9 800             |
| 2015/16 | 1 394              | 137                             | 93                             | 27,60                             | 10 670            |
| 2016/17 | 1 460              | 176                             | 108                            | 40,05                             | 12 000            |
| 2017/18 | 1 732              | 222                             | 140                            | 68,52                             | 13 800            |
| 2018/19 | 1 846              | 159                             | 100                            | 79,36                             | 16 000            |
| 2019/20 | 1 595              | −60                             | −126                           | 67,18                             | 18 000            |
| 2020/21 | 2 224              | 289                             | 103                            | 64,88                             | 20 000            |
| 2021/22 | 2 125              | 242                             | 79                             | 39,95                             | 21 000            |

Seit 2018 wendet Ubisoft den Standard IFRS 15 bei der Rechnungslegung an. Die Kennzahlen werden sowohl im IFRS-Format als auch in einem alternativen Format („Net Bookings“ für Umsatz, „Non-IFRS“ für sonstige Kennzahlen) ausgewiesen.
Für den Verlust im Geschäftsjahr 2013/14 wurden Verschiebungen von wichtigen AAA-Titeln und gestiegene Entwicklungskosten aufgrund des Umbruchs auf die 8. Konsolengeneration (PlayStation 4, Xbox One) verantwortlich gemacht.
Im Geschäftsjahr 2019/20 ging der Umsatz auf 1,6 Milliarden Euro zurück. Der Grund waren die schlechten Verkaufszahlen von Ghost Recon Breakpoint und The Division 2 und die Verschiebung von drei AAA-Spielen (Immortals Fenyx Rising, Rainbow Six Quarantine, Watch Dogs: Legion) in das nächste Geschäftsjahr.
Im Geschäftsjahr 2020/21 erzielte Ubisoft mit 2,2 Milliarden Euro den höchsten Umsatz in der Firmengeschichte. Die Videospielindustrie gehörte durch die „Stay-at-Home“-Politik allgemein zu den Profiteuren der COVID-19-Pandemie.

### Aktionäre
Die ca. 127 Millionen Aktien der Ubisoft Entertainment SA wurden Stand 30. April 2024 wie folgt gehalten:
| Name                     | Anteil |
| ------------------------ | ------ |
| Guillemot-Familie        | 15,4 % |
| Tencent Mobility Limited | 9,9 %  |
| Belegschaft              | 3,6 %  |
| Streubesitz              | 71,0 % |

Der größte Streubesitzaktionär ist die Capital Group Companies mit 5,39 % am Aktienkapital. Unter den Anteilen in Familienbesitz sind rund 8,7 Millionen Aktien mit doppelten Stimmrechten versehen, sodass die Guillemot-Familie etwa 20,5 % der Stimmrechte hält.

## Produkte

### Videospiele
Nachfolgend finden sich einige von Ubisoft entwickelte oder vertriebene Spiele:
- Anno (Serie)
- Assassin’s Creed (Serie)
- Battle Realms
- Axie Infinity
- Battle Isle (Serie)
- Beyond Good & Evil
- Brawlhalla
- Call of Juarez
- Child of Light
- C.O.P. The Recruit
- Far Cry (Serie)
- For Honor
- Haze
- Howrse
- Hype: The Time Quest
- Hyper Scape
- Immortals Fenyx Rising
- James Cameron’s Avatar: Das Spiel
- Just Dance (Serie)
- LOST: Via Domus
- Mario + Rabbids: Kingdom Battle
- Might and Magic
- POD
- Prince of Persia (Serie)
- Rayman (Serie)
- Rayman Raving Rabbids (Serie)
- Red Steel
- Riders Republic
- R.U.S.E.
- Die Siedler (Serie)
- South Park: Der Stab der Wahrheit
- South Park: Die rektakuläre Zerreißprobe
- Star Wars Outlaws
- Steep
- Tom Clancy’s Rainbow Six (Serie)
- Tom Clancy’s Ghost Recon (Serie)
- Tom Clancy’s Splinter Cell (Serie)
- Tom Clancy’s The Division (Serie)
- Tonic Trouble
- The Crew (Serie)
- The Perfect General
- TrackMania (Serie)
- Trials Fusion
- Twinworld
- Myst (Serie)
- Watch Dogs (Serie)
- XIII
- Zombi
- ZombiU

### Onlinedienste
Ubisoft betreibt den Onlinedienst Ubisoft Connect, der 2020 aus der Zusammenlegung der Dienste Uplay und Ubisoft Club entstanden ist. Ubisoft Connect fungiert als Internet-Vertriebsplattform und DRM-System und bietet verschiedene Services zur Spieleverwaltung und Interaktion (Multiplayer-Funktionen, Kommunikation mit anderen Spielern, Belohnungssysteme, Speichern von Spielständen in der Cloud usw.) an. Ein erweitertes Angebot umfasst der monatliche Abonnementservice Ubisoft+ (ehem. Uplay+): Abonnenten erhalten unter anderem vollen Zugang zu über 100 Spielen aus dem Ubisoft-Katalog.

### TV und Film
Verfilmungen von Ubisoft-Spielen erschienen bereits 2008 mit Far Cry (Regie: Uwe Boll) und 2010 mit Prince of Persia: Der Sand der Zeit (Regie: Mike Newell). Eine direkte Zusammenarbeit zwischen Ubisoft und den Filmproduktionsfirmen gab es nicht.
Im Januar 2011 wurde die Tochtergesellschaft Ubisoft Motion Pictures SARL gegründet. Ubisoft stieg damit aktiv in das Filmgeschäft ein, um die Spielemarken auch filmtechnisch zu verwerten und dabei den kreativen Einfluss zu wahren. Seit 2013 erscheint die TV-Serie Rabbids Invasion, die auf der Spielereihe Raving Rabbids basiert. In Koproduktion mit New Regency wurde Assassin’s Creed verfilmt und 2016 in den Kinos veröffentlicht. Der Hauptdarsteller war Michael Fassbender, Regie führte Justin Kurzel. Weitere Verfilmungen (u. a. The Division und Watch Dogs) sollen folgen.

### Kritik
Ein häufiger Kritikpunkt an Ubisoft-Titeln ist das Wiederverwenden von Spielelementen und schematisches Vorgehen im Game-Design – die sogenannte Ubisoft-Formel. Das Freischalten von Gebieten in Open-World-Spielen und Erledigen von repetitiven Nebenmissionen und Sammelaufgaben wird als wenig innovativ bezeichnet. Dies zieht sich durch zahlreiche Spieleserien, die sich teils nur im Schauplatz unterscheiden. 2014 rechtfertigte Ubisoft in einem Interview den Einsatz etablierter Mechaniken mit Zeit- und Kostendruck. Nach den Misserfolgen von Ghost Recon Breakpoint und The Division 2 gab Ubisoft im Januar 2020 bekannt, das für die Grundausrichtung der Spiele verantwortliche zentrale Editorial Team umzubauen, um Spiele abwechslungsreicher zu gestalten. Die Ubisoft-Formel geht maßgeblich auf den früheren Chief Creative Officer Serge Hascoët zurück. Er soll von den Entwicklern gefordert haben, Spiele „systemisch“ zu gestalten, d. h. ein Gameplay zu fördern, das den Fokus auf Interaktion und Experimentieren legt. Das Unternehmen trennte sich im Juli 2020 von Hascoët, nachdem er der sexuellen Belästigung am Arbeitsplatz beschuldigt worden war.
Mit der Einführung von Uplay stand Ubisoft in der Kritik, Spieler zu einer permanenten Online-Verbindung zu zwingen, mit deren Hilfe der strenge Kopierschutz technisch umgesetzt werden sollte. Dies galt ab März 2010 für jede neue PC-Version eines Spiels. Gleichzeitig musste sich der Spieler bei Ubisoft kostenlos registrieren und sein Spiel an das Benutzerkonto binden. Wurde die Internetverbindung unterbrochen, pausierte das Spiel. Kritiker sahen durch diese restriktiven Maßnahmen vor allem ehrliche Kunden gegängelt. Wenige Tage nach der Einführung des neuen Kopierschutzsystems kam es durch DoS-Attacken zu Serverausfällen, sodass Spiele wie Assassin’s Creed 2 und Silent Hunter 5 vorübergehend nicht spielbar waren. Nachdem die Anforderung einer dauerhaften Internetverbindung schon Ende 2010 wieder stillschweigend entfernt wurde, bestätigten Ubisoft-Mitarbeiter in einem Interview im September 2012 auch explizit, den Online-Zwang abzuschaffen. Eine Internetverbindung war danach nur mehr für eine einmalige Freischaltung des Spiels bei der Installation notwendig.
Ubisoft wurde vorgeworfen, mehrere Spiele, die vorher in Trailern wesentlich farbintensiver, detailreicher oder hochauflösender wirkten, bei der Veröffentlichung mit einem Downgrade versehen zu haben. Konkret wurden Far Cry 3, Far Cry 4, The Division, Rainbow Six Siege und Watch Dogs genannt.